# Mecha-Streisanda
Mecha-Streisanda (v anglickém originále Mecha-Streisand) je dvanáctý díl první řady amerického komediálního animovaného televizního seriálu Městečko South Park.

## Děj
Eric najde na indiánském pohřebišti během školního výletu anasazijský trojúhelník. Zahodil ho, a tak ho získal Kyle. Přes média se o chlapci dozvěděla Barbra Streisandová, která xentarský trojúhelník dlouhá léta hledá. Unese chlapce a mučí je svým zpěvem až ho nalezne a spojí ho s druhým, čímž získá panteos, se kterým se stane obřím železným tyranosaurem. Šéf s Leonardem Martinem jí chtěli zastavit, ale bylo pozdě. Poté, co odešla ničit South Park, zachránili chlapce. Maltin vyrostl díky svým schopnostem do stejné výšky coby hmyz, ale tzv. Mecha-Stresandová ho porazí. Na pomoc se vydává  Sidney Poitier jako obří želva (Gamera), ale i jeho Barbra zvládne porazit. Až obří motýlí ruka Roberta Smithe jí praštila do nosu, čímž z ní spadl panteos bez něhož je bezmocná. Smith jí vyhodí do vesmíru, kde vybuchne. Straisandové se sice nepodařilo ovládnout svět, ale chlapci dobře vědí, jak snadné je teď oba taxerské trojúhelníky spojit, a tak je vyhodí do koše. Tam je spojí Kylův mladší bráška Ike, který vyroste bez zvířecí podoby jako obří mimino.